# 雪溪胡氏大院
雪溪胡氏大院位于浙江省温州市泰顺县雪溪乡，建于道光至同治间。

## 建筑形制
建筑面东北向，四面环砌麻石高墙，沿中轴线分布二进台门、南北屋及上、下堂，总占地面积4200平方米。
第一进台门为石门楼，即整座大院的大门。石门楼左后方为第二进台门，又称前堂，面阔五间，进深三间。月梁、牛腿、斗拱等做工精细，表现题材多为龙凤、花鸟、人物故事等。后堂面阔七间，左右厢房面阔四间。明间为厅堂，用于家人集会待客与祭祀先祖。宅院大门前两侧，各有宗祠一。

## 保护现状
胡氏大院依山傍水，现保存完整。2005年3月16日列入浙江省文物保护单位，2013年5月列入第七批全国重点文物保护单位。